# François-Guy Hourtoulle
Pour les articles homonymes, voir Hourtoule.
 (décembre 2020).
Si vous disposez d'ouvrages ou d'articles de référence ou si vous connaissez des sites web de qualité traitant du thème abordé ici, merci de compléter l'article en donnant les références utiles à sa vérifiabilité et en les liant à la section « Notes et références ».
François Guy Hourtoulle, né le 20 septembre 1925 à Angoulême (Charente) et mort le 30 janvier 2009 à Paris, est un chirurgien et essayiste français dans le domaine de l'histoire, particulièrement la Révolution et l'Empire ainsi que la médecine.

## Biographie
François Marie Guy Hourtoulle est élève au collège Stanislas et à la faculté de médecine de Paris. Après ses études, il est chirurgien à l'institut Gustave-Roussy de Villejuif puis chef du département de chirurgie du centre anticancéreux Centre Henri-Becquerel de Rouen. C'est un écrivain et essayiste, auteur d'ouvrages d'anatomie et d'ouvrages consacrés à l'histoire.

## Publications
- Le passage de la Bérézina, une victoire dans la déroute, Paris, Histoire & Collections (2012)
- (en) The crossing of Berezina, a victory during the defeat, Paris, Histoire & Collections (2012)
- Eylau-Friedland : la campagne de 1807, Paris, Histoire & Collections, 2007
- (en) Eylau-Friedland : the Polish campaign, Paris, Histoire & Collections, 2007
- Iena, Auerstaedt, Paris, Histoire & Collections (2005)
- 1814, la campagne de France, l'Aigle blessé, Paris, Histoire & Collections (2005)
- (en) 1814, the Campaign for France : the wounded Eagle, Paris, Histoire & Collections (2005)
- Soldats et uniformes du Premier Empire, Paris, Histoire & Collections (2004)
- Austerlitz, le soleil de l'Aigle, Paris, Histoire & Collections (2003)
- (en) Austerlitz, the Empire at its zenith, Paris, Histoire & Collections (2003)
- Wagram, l'apogée de l'Empire, Paris, Histoire & Collections (2002)
- (en) Wagram, the apogee of the Empire, (2002)
- Borodino, la Moskowa, la bataille des redoutes, Paris, Histoire & Collections (2000)
- (en) Borodino, the Moskowa, the battle for the Redoubts, Paris, Histoire & Collections (2000)
- (en) Jena, Auerstaedt, the triumph of the Eagle, Paris, Histoire & Collections (2000)
- Iéna, Auerstaedt, le triomphe de l'Aigle, (1999)
- Franc-maçonnerie et Révolution, Paris, Carrère (1989)
- Ney, le brave des braves, Paris, Lavauzelle (1981)
- Sauver la vie, Paris, Albin Michel (1979)
- La Carrière blanche, Paris, La Nouvelle faculté (1975)
- La Plaine des Joncs, (1975)
- Davout le Terrible, duc d'Auerstaedt, prince d'Eckmühl : le meilleur lieutenant de Napoléon, colonel-général des grenadiers : 1770-1823 (1975)
- Le général comte Charles Lasalle, 1775-1809, Paris, Copernic (1970)

Essais sur la médecine
- Les Nerfs crâniens : pour la préparation des concours hospitaliers et des examens des centres hospitaliers universitaire, (1971)
- Abdomen, organes rétro-péritonéaux : pour la préparation des concours hospitaliers et des examens de la Faculté de médecine, (1963)
- Le Petit bassin : pour la préparation des concours hospitaliers et des examens de la Faculté de médecine, (1958)
- Le Péritoine, (1956)

## Distinctions
- Officier de la Légion d'honneur en 2002[3].
- Chevalier de la Légion d'honneur le 18 septembre 1981,
- Croix de guerre 1939–1945
- médaille coloniale[4].